# Paiju Peak
Der Paiju Peak (auch Payu Peak) ist ein 6610 m hoher Berg im zentralen Karakorum in Pakistan.

## Lage
Er liegt auf der Nordseite des Baltorogletschers am westlichen Ende des Baltoro Muztagh. Er ist namensgebend für ein Gebirgsmassiv, der genannten Paiju-Gruppe, zu welcher noch die Berge Uli Biaho Peak, Uli Biaho Tower und Choricho zählen. Die Schartenhöhe zum 3 km westnordwestlich gelegenen Choricho beträgt knapp 500 m.

## Besteigungsgeschichte
1974 gab es einen Besteigungsversuch einer pakistanisch-amerikanischen Expedition unter der Führung von Nicholas B. Clinch, bei welcher ein pakistanisches Mitglied tödlich verunglückte.
Im Folgejahr versuchte eine französische Expedition unter Jean Fréhel die Erstbesteigung.
Schließlich gelang 1976 einer pakistanischen Bergsteigergruppe die Besteigung des Paiju Peak.
Bashir Ahmed, Manzoor Hussain und Nazir Ahmed Sabir erreichten am 20. Juli 1976 den Gipfel. Die Gruppe wurde bis kurz vor den Gipfel von dem US-amerikanischen Kletterer Allen Steck begleitet.